# افق غرب ممنوعه
افق غرب ممنوعه (انگلیسی: Horizon Forbidden West) یک بازی ویدئویی در سبک نقش‌آفرینی اکشن است که توسط گوریلا گیمز توسعه یافته و به‌وسیلهٔ سونی اینتراکتیو انترتینمنت منتشر شده است. این بازی دنبالهٔ عنوان هورایزن زیرو داون (۲۰۱۷) محسوب می‌شود، و یک بازی جهان باز تک‌نفره است که در نسخه‌ای پسا-آخرالزمانی از غرب ایالات متحده آمریکا روایت می‌شود که در حال بهبودی از یک رویداد انقراض ناشی از ازدحام ربات‌های سرکش است. بازیکن که کنترل شخصیت الوی را به عهده می‌گیرد، باید وارد غرب ممنوعه شود تا منبع طاعون مرموزی را پیدا کند که همهٔ میزبان‌هایش را از بین می‌برد. افق غرب ممنوعه در تاریخ ۱۸ فوریه ۲۰۲۲، (۲۹ بهمن ۱۴۰۰) برای کنسول‌های پلی‌استیشن ۴ و پلی‌استیشن ۵ عرضه شد.
بسته الحاقی بازی با نام (Burning Shores) که در رویداد گیم آواردز ۲۰۲۲ با یک تریلر معرفی شد، و در تاریخ ۱۹ آوریل ۲۰۲۳ عرضه شد و در آن بازیکنان همراه با الوی به مکانی دیگر از ایالات آمریکا یعنی لس آنجلس پسا-آخرالزمانی بروند و با تهدیدهای جدیدی رو به رو شوند. بازی و افزونه «Burning Shores» با هم جمع‌آوری شدند، و در اکتبر ۲۰۲۳ با عنوان هورایزن غرب ممنوعه نسخهٔ کامل برای کنسول پلی‌استیشن ۵ منتشر شدند و سپس توسط نیکسس سافتور در مارس ۲۰۲۴ برای مایکروسافت ویندوز پورت شد.
بازی به‌طور کلی با واکنش‌های مثبتی از سوی منتقدان همراه بود، که جلوه‌های بصری، مبارزات، طراحی مأموریت‌ها و عملکرد بازیگران مورد تحسین قرار گرفت، اما منتقدان نسبت به داستان و شخصیت‌پردازی الوی انتقاداتی داشتند. این بازی از سوی متاکریتیک نمره ۸۹ را دریافت کرد و چندین هفته متوالی توانست در صدر فروش جدول هفتگی بریتانیا قرار بگیرد.

## روند بازی
روند این نسخه از بازی هورایزن همانند نسخه قبل نقش‌آفرینی اکشن می‌باشد، و بازیکن بار دیگر کنترل الوی را در دنیای خطرناک غرب ممنوعه به‌دست می‌گیرد. در این نسخه می‌توان از روش‌های درگیری رودرو یا مخفی‌کاری استفاده کرد و در درگیری‌های رودرو می‌توان از کمان و نیزه استفاده کرد و به این سری قابلیت (work bench) یا میز کار اضافه شده تا بتوان سلاح‌های خود را ارتقا داد. در هورایزن غرب ممنوعه درخت مهارت یا (skiils) به ۶ قسمت تقسیم شده و هر قسمت مرتبط با مهارت‌های مخفی‌کاری، مهارت‌های نیزه‌ای، مهارت‌های تله‌ای، مهارت در درگیری‌های تن به تن، مهارت‌های مرتبط با ماشین‌ها و مهارت‌های استفاده از کمان می‌باشد.